# Elymnias vordermani
Elymnias vordermani är en fjärilsart som beskrevs av Pieter Cornelius Tobias Snellen 1902. Elymnias vordermani ingår i släktet Elymnias och familjen praktfjärilar. Inga underarter finns listade i Catalogue of Life.